# اوچیموشا گاری
اوچیموشا گاری (به ژاپنی: 落ち武者狩り おちむしゃがり)، در طول دوره سنگوکو ژاپن، این عملی بود که در آن دهقانان، به عنوان بخشی از دفاع محلی خود در روستاهایشان، هنگام تغییر قدرت حاکم به دلیل شکست در جنگ، به جستجو، غارت و کشتن فرماندهان نظامی دشمن (اوچیموشا) می‌پرداختند. به آن «عمل حمله به جنگجوی شکست خورده» نیز می‌گویند، زیرا از آن برای خلع زره، شمشیر و سایر تجهیزات فرماندهان نظامی برای فروش یا به دست آوردن اشیای قیمتی استفاده می‌شود.